# Dorfkirche Sputendorf

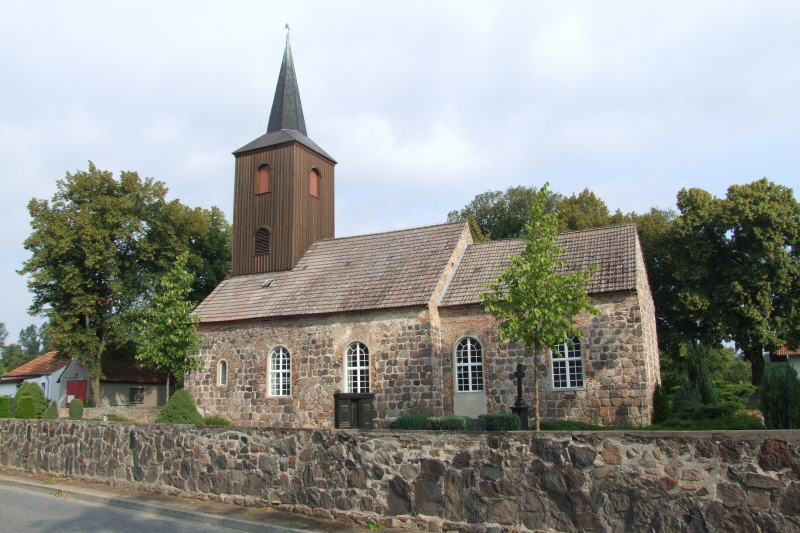
Dorfkirche Sputendorf 2014

Die evangelische Dorfkirche Sputendorf ist eine Feldsteinkirche aus dem 13. Jahrhundert in Sputendorf, einem Ortsteil der Gemeinde Stahnsdorf im Landkreis Potsdam-Mittelmark im Land Brandenburg. Die Kirchengemeinde gehört zum Kirchenkreis Teltow-Zehlendorf der Evangelischen Kirche Berlin-Brandenburg-schlesische Oberlausitz.

## Lage
Die Sputendorfer Landstraße führt von Westen kommend in den Ort und verläuft dort als Straße der Einheit in östlicher Richtung auf den historischen Dorfanger zu. Die Kirche steht im nordwestlichen Bereich des Angers auf einer Fläche, die mit einer Mauer aus nicht lagig geschichteten und unbehauenen Feldsteinen eingefriedet ist.

## Geschichte
Der Sakralbau entstand in der zweiten Hälfte des 13. Jahrhunderts. Vermutlich errichteten Handwerker zunächst den Chor mit je zwei spitzbogenförmigen Fenstern an der Nord- und Südseite sowie einer Dreifenstergruppe an der östlichen Mauerseite. Das mittlere Fenster ist dabei hochgesetzt und ragt bis in den Giebel hinein. Denkbar wäre daher, dass das Bauwerk ein Chorgewölbe oder eine Tonnendecke erhalten sollte. Anschließend entstand vermutlich das Kirchenschiff mit je drei Fenstern pro Seite. Darauf deuten die unterschiedliche Mauerwerksausführung der beiden Bauteile sowie vorhandene Spuren in der Mauerwerksstruktur hin. Die beiden Giebel wurden hingegen aus ungleichmäßig geschichteten und unbehauenen Steinen errichtet. Das lässt darauf schließen, dass sie möglicherweise verputzt oder verbrettert waren.
Zu einem nicht näher bestimmbaren Zeitpunkt setzen Handwerker das Südportal zu. Diese Arbeiten könnten im 16. oder 17. Jahrhundert erfolgt sein. Im Jahr 1871 errichteten Handwerker den Westturm. In dieser Zeit dürften auch die Fenster barock vergrößert worden sein. Ebenfalls bislang unbestimmt ist der Zeitpunkt, an dem die Schiffs- und Chormauern erhöht wurden.
In den Jahren 1881 und 1963 ließ die Kirchengemeinde das Bauwerk sanieren; von 1965 bis 1967 den Innenraum sowie den Altar. Im 20. Jahrhundert verkleinerten Handwerker das Westportal. Von 1977 bis 1979 nahmen Dachdecker die Turmverkleidung aus Zink ab und ersetzen sie durch Kupfer. Anschließend sanierten sie den Dachstuhl und deckten das Dach neu ein. 1990 wurde der Vorraum saniert und neugestaltet. 
Im Jahr 2017 begannen umfangreiche Arbeiten an der Außenhülle des Gebäudes. Es wurden der gesamte Dachstuhl mit der Zwischendecke erneuert, das Dach neu eingedeckt, die Fassade um die Fenster und die Traufe erneuert. Ende 2017 waren die Arbeiten so gut wie abgeschlossen, sodass der Weihnachtsgottesdienst wieder gefeiert werden konnte.

## Baubeschreibung

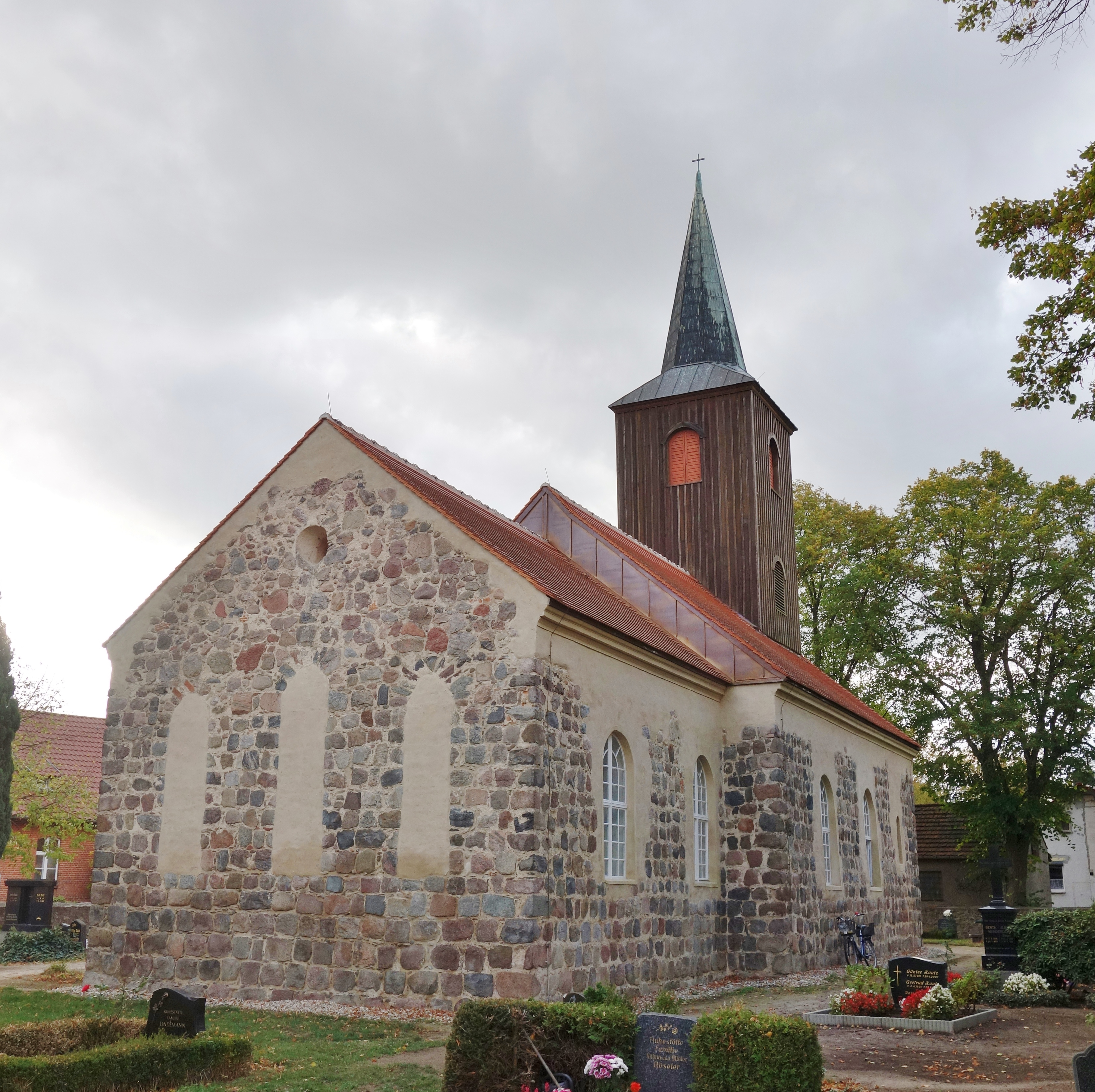
Ansicht von Nordosten 2018

Der Chor ist gerade und leicht eingezogen. An der östlichen Chorwand sind drei zugesetzte, ehemals spitzbogenförmige Fenster mit vergleichsweise schlecht behauenen Bogensteinen. Im Giebel ist eine kreisförmige Öffnung. Diese sowie die im Vergleich zur Chorwand ungleichmäßige Schichtung der Feldsteine lässt die Vermutung zu, dass die Kirche ursprünglich mit einem Tonnengewölbe gebaut werden sollte. Im Innenraum sind die Fenster als Nischen erhalten geblieben. An der Nord- und Südseite sind je zwei bienenkorbförmige Fenster. Sie werden an der Südseite durch eine zugesetzte Pforte ergänzt. Auch sie ist im Innenraum als Nische erhalten geblieben und war zu einem früheren Zeitpunkt möglicherweise einmal getreppt. Auffällig ist auch, dass die Lagigkeit der Steine an der Ostseite deutlich sauberer ausgeführt wurde, als an der Nord- und Südseite.
Im Kirchenschiff sind an der Nord- und Südseite je drei bienenkorbförmige Fenster. Die umgebenden Feldsteine wurden hier oft gespalten und sind nicht mehr so sorgfältig geschichtet, wie es an der östliche Chorwand der Fall ist. Schiff und Chor wurden durch Mauerstein zu einem nicht bekannten Zeitpunkt um rund einen halben Meter erhöht.
Der Westturm nimmt in seinem unteren Geschoss die volle Breite des Kirchenschiffs auf. An der Nord- und Südwand ist ein kleines Fenster. Der Zugang erfolgt über das rechteckige Westportal. Darüber ist ein rundbogenförmiges Fenster, gefolgt von einem weiteren, deutlich kleineren Fenster im Giebel. Dort ist das Mauerwerk unregelmäßig. Daran schließt sich der verbretterte Turm an. Er hat an der Nord- und Südseite zwei, an den beiden anderen Seiten je eine rundbogenförmige Klangarkade. Daran schließt sich das achtfach geknickte Turmhelm an, der mit einem Kreuz abschließt.

## Ausstattung
Der Kanzelaltar entstand in der Zeit um 1700. Er besteht aus einem polygonalen Kanzelkorb, der in einem hellen Blauton gehalten ist. An den Kassetten sind goldverzierte Medaillons angebracht. Er wird von zwei Säulen flankiert, deren Wangen mit Akanthus reichhaltig verziert sind. Darüber ist im Akroterion ein gesprengter Giebel mit Putten und einer Strahlenglorie. Die hölzerne Fünte entstand Anfang des 17. Jahrhunderts und wurde 1784 neu bemalt. Sie hat die Form eines Pokals mit einem hohen Deckel. Die Orgel auf der Westempore stammt aus der ersten Hälfte des 19. Jahrhunderts.

## Einzelnachweis
1. ↑  Stephan Laude: Heiligabend in frisch sanierter Kirche (Seite nicht mehr abrufbar, festgestellt im Dezember 2023. Suche in Webarchiven)  Info: Der Link wurde automatisch als defekt markiert. Bitte prüfe den Link gemäß Anleitung und entferne dann diesen Hinweis.. Märkische Allgemeine Zeitung, 22. Dezember 2017, abgerufen am 6. April 2020.

Koordinaten: 52° 20′ 21″ N, 13° 13′ 11″ O